# Kasteel van Fischbach
Het Kasteel van Fischbach (Luxemburgs: Schlass Fëschbech; Duits: Schloss Fischbach) is een kasteel gelegen nabij de gemeente Fischbach in het hart van Luxemburg.

## Geschiedenis
De abdij van Echternach is de eerste eigenaar van het domein van Fischbach. Uit de archieven blijkt dat de eerste onafhankelijke leenheer van deze in 1050 het kasteel in bezit neemt. Het gebouw onderging verschillende renovaties en aanpassingen voordat het in 1635 tijdens de Dertigjarige Oorlog volledig werd verwoest.
In het tweede kwartaal van 19e eeuw kocht de metallurgische industrieel Auguste Garnier het kasteel, transformeerde het tot een industrieel centrum en liet er hoogovens bouwen. Groothertog Willem II van Nederland was de eerste monarch die het kasteel kocht in 1847, toen hij zijn politieke macht over Luxemburg moest versterken en de bevolking moest sussen na de Belgische Revolutie . Hij beveelt onmiddellijk de vernietiging van de hoogovens.
In 1884 kocht de voormalige hertog van Nassau, Adolphe het kasteel van Fischbach van koning- groothertog Willem III .
Tijdens de Tweede Wereldoorlog werd het kasteel onder de naam "Künstlerheim Fischbach" gebruikt als rusthuis voor Duitse kunstenaars. Desondanks ontsnapte het kasteel niet aan de plundering van zijn kunstwerken en historische stukken net zoals de andere paleizen van Luxemburg. In tegenstelling tot andere blijft het structureel echter onaangetast en gespaard zware renovaties of gedeeltelijke sloopwerkzaamheden opdat het moest dienstig blijven voor de  de nazi's. Hierdoor was het kasteel nog voor Groothertogin Charlotte na haar terugkeer uit ballingschap.
Omdat andere koninklijke paleizen niet beschikbaar waren, bleef Charlotte na de oorlog in het kasteel wonen. Zelfs na de restauratie van het Château de Colmar-Berg en het Groothertogelijk Paleis bleef de Groothertogin daar tot het einde van haar regeerperiode en tot aan haar dood in 1985. Twee jaar na Charlottes overlijden namen Prins Hendrik en Prinses María Teresa hun intrek in het kasteel, waar ze woonden totdat Hendrik in 2000 zijn vader Jean opvolgde als groothertog. Groothertog Jean bleef tot aan zijn dood in 2019 op het kasteel wonen. Vanaf februari 2020 wonen erfgroothertog Guillaume en zijn gezin in het kasteel.
Het kasteel is niet te bezoeken.